# Salvatore Crocetta
Salvatore Crocetta detto Totò (Gela, 12 febbraio 1942) è un ex politico italiano.
Esponente del Partito Comunista Italiano prima, del Partito della Rifondazione Comunista e del Partito dei Comunisti Italiani dopo.

## Biografia
Eletto senatore della Repubblica il 26 giugno 1983 nel collegio di Gela per il PCI. Rieletto al Senato nel 1987, non condividendo la svolta della Bolognina, nell'agosto 1991 aderisce a Rifondazione Comunista
Confermato al Senato per una terza legislatura per il PRC nel 1992, è Vicepresidente del gruppo di Rifondazione comunista dal 12 maggio 1992 al 14 aprile 1994.
Nel 1998 si candida a sindaco di Gela ma non è eletto. Aderisce al Partito dei Comunisti Italiani e ne diviene segretario regionale. Nel 2004, dopo l'elezione a sindaco di Gela del fratello Rosario, si candida al Parlamento europeo per il PdCI, ma non è eletto.